# Exidiopsis endoramifera
Exidiopsis endoramifera är en svampart som beskrevs av P. Roberts 2003. Exidiopsis endoramifera ingår i släktet Exidiopsis och familjen Auriculariaceae.   Inga underarter finns listade i Catalogue of Life.